# San Salvador (departement)
San Salvador je název jednoho ze salvadorských departementů. Rozprostírá se v centrální části státu. Na jeho území se nachází stejnojmenné město San Salvador a jeho metropolitní oblast - nejvýznamnější ekonomické a kulturní centrum Salvadoru. Sousedí s departementy Cuscatlán, Chalatenango, La Libertad a La Paz.

## Správní členění
Od roku 2024 sestává departement ze 5 obcí (španělsky municipios), které se dále dělí do 19 obecních distritů.
- San Salvador Norte
  - Distrito de Aguilares
  - Distrito de El Paisnal
  - Distrito de Guazapa
- San Salvador Oeste
  - Distrito de Apopa
  - Distrito de Nejapa
- San Salvador Este
  - Distrito de Ilopango
  - Distrito de San Martín
  - Distrito de Soyapango
  - Distrito de Tonacatepeque
- San Salvador Centro
  - Distrito de Ayutuxtepeque
  - Distrito de Mejicanos
  - Distrito de San Salvador
  - Distrito de Cuscatancingo
  - Distrito de Ciudad Delgado
- San Salvador Sur
  - Distrito de Panchimalco
  - Distrito de Rosario de Mora
  - Distrito de San Marcos
  - Distrito de Santo Tomás
  - Distrito de Santiago Texacuangos